# Новомирский (Нефтекумский район)
Новоми́рский — упразднённый в 1971 году хутор Нефтекумского района Ставропольского края РСФСР СССР. Входил на год упразднения в состав Кара-Тюбинского сельсовета. 

## Варианты названия
- Новомирское,
- Новый Мирский[2],
- Ново-Мирский[3]:10.

## География
Хутор был расположен на берегу реки Горькая Балка.
Расстояние до краевого центра: 220 км.
Расстояние до районного центра: 37 км.

## История
По данным переписи 1926 года в посёлке Ново-Мирский числилось 26 хозяйств с населением 118 человек (55 мужчин и 63 женщины), из которых все — русские:10. В 1929—1965 годах населённый пункт входил в состав Ачикулакского района.
Снят с учёта 25 ноября 1971 года решением Ставропольского краевого совета № 994.

## Население
По данным всесоюзной переписи 1926 года в посёлке Ново-Мирский  проживали 118 человек (55 мужчин и 63 женщины), из которых все — русские:10.

## Люди, связанные с хутором
Здесь родился Дважды Герой Социалистического Труда (1982, 1986), председатель колхоза «Путь к коммунизму» Степновского района Ставропольского края Николай Дмитриевич Терещенко (1930—1989).

## Инфраструктура
Личное подсобное хозяйство с зоной сельскохозяйственного использования, индивидуальная застройка усадебного типа.
По данным переписи 1926 года в посёлке Ново-Мирский числилось 26 хозяйств:10.